# Psammogorgia simplex
Psammogorgia simplex is een zachte koraalsoort uit de familie Plexauridae. De koraalsoort komt uit het geslacht Psammogorgia. Psammogorgia simplex werd in 1909 voor het eerst wetenschappelijk beschreven door Nutting. 